# Fortifikační systém města Komárno
Fortifikační systém města Komárno nebo Komárenský pevnostní systém (slovensky Fortifikačný systém mesta Komárno, Komárňanský pevnostný systém) se nachází na území města Komárno, na protilehlém břehu Dunaje v maďarském Komárom a na břehu Váhu. Je to největší pevnostní systém na území Slovenska a také bývalého Rakousko-Uherska.

## Historie
Jako první začala roku 1546 výstavba první (staré) pevnosti na místě zaniklého hradu, dokončena byla roku 1557. Tuto pevnost značně poničila povodeň roku 1570, v letech 1572 až 1592 byla obnovovaná stavitelem Urbanem Süessem. V letech 1663-73 byla vybudována nová pevnost. V tomto období zároveň vznikla pevnost v Leopoldově. Obě pevnosti poškodila zemětřesení v letech 1763 a 1783. Po druhém zemětřesení byla roku 1784 komárenská pevnost prodaná v dražbě. Podnět k obnovení pevnosti daly napoleonské války. Fortifikační systém byl přebudovaný a dostavěný v letech 1808 až 1815, kdy byla zmodernizovaná i Nová pevnost. V letech 1839–1847 byla ještě vybudovaná z kamene a cihel tzv. Palatinská linie s pěti bastiony. Tím bylo dosaženo vrcholu v budování pevnostního systému.
Ve 20. století přetrvávaly snahy o obnovení objektů v minulosti tvořících pevnostní systém. Z původního systému opevnění jsou zachovány všechny hlavní objekty kromě části na levém břehu Váhu. Komárenský pevnostní systém je od 13. května 1970 národní kulturní památkou a zahrnuje 45 objektů. Je navržen na zápis do seznamu světového kulturního dědictví UNESCO pod názvem Systém opevnění na soutoku řek Dunaje a Váhu v Komárně - Komárom.

## Části fortifikačního systému
Fortifikační systém města Komárno byl komplex polygonálního typu a zahrnoval následující prvky:
- Palatinská linie tvořící ochranu na západní straně města [5]
- Vážská linie opevňující město ze severu na pravém břehu Váhu [6]
- Vážské předmostí na slovenské straně, levý břeh Váhu a Dunaje [7]
- Dunajské předmostí na maďarské straně, na pravém břehu Dunaje, součástí je fort Csillág
- Fort Monoštor (Sandberg) na pravém – maďarském břehu Dunaje, naproti západnímu cípu Alžbětina ostrova, bránící Komárom od západu [8]
- Fort Igmánd na maďarské straně Dunaje bránící Komárom z jihu [9]
- Protiturecká pevnost uprostřed pevnostního systému – v klínu ústí Váhu do Dunaje

## Galerie

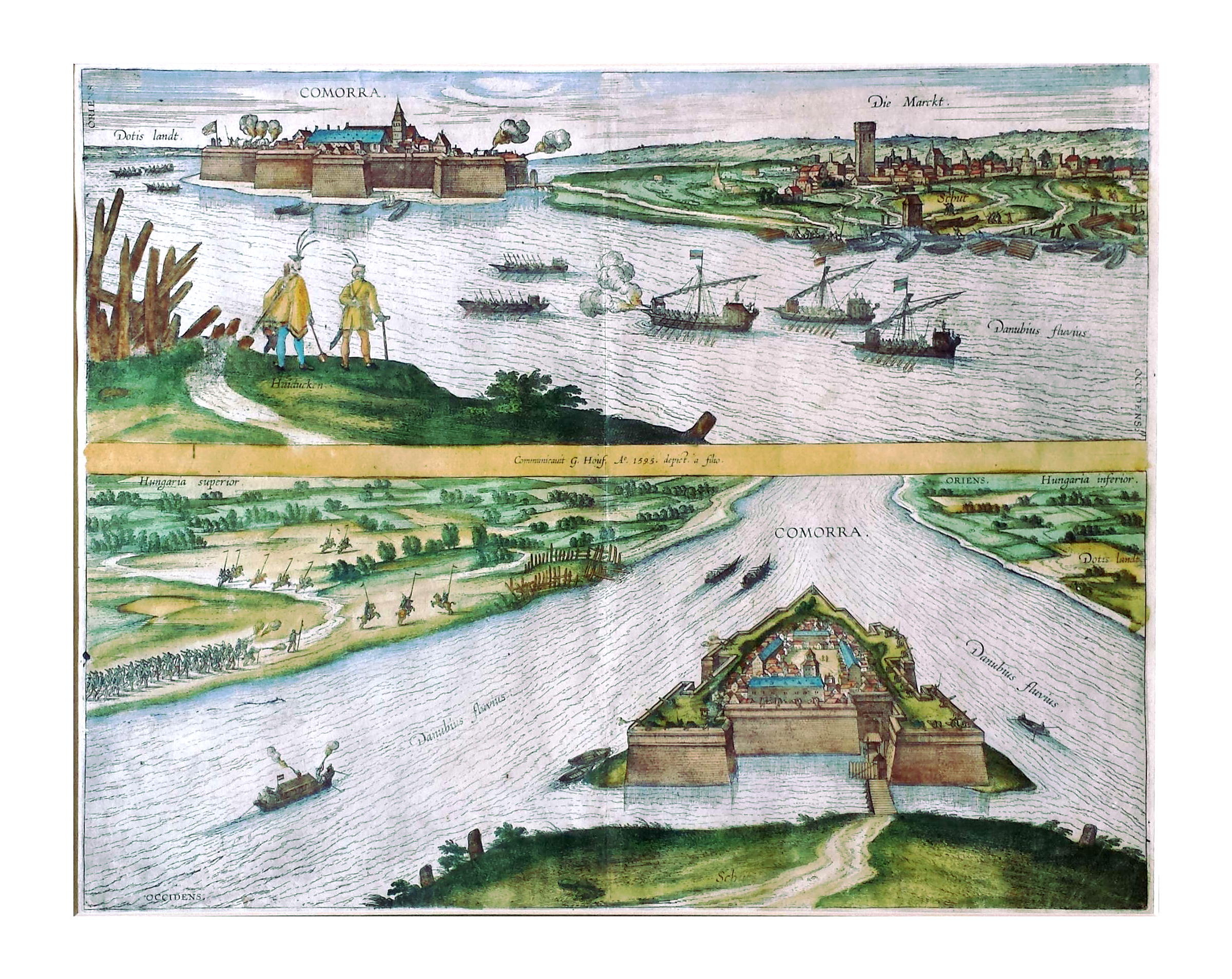
Stará pevnost - dobová kresba
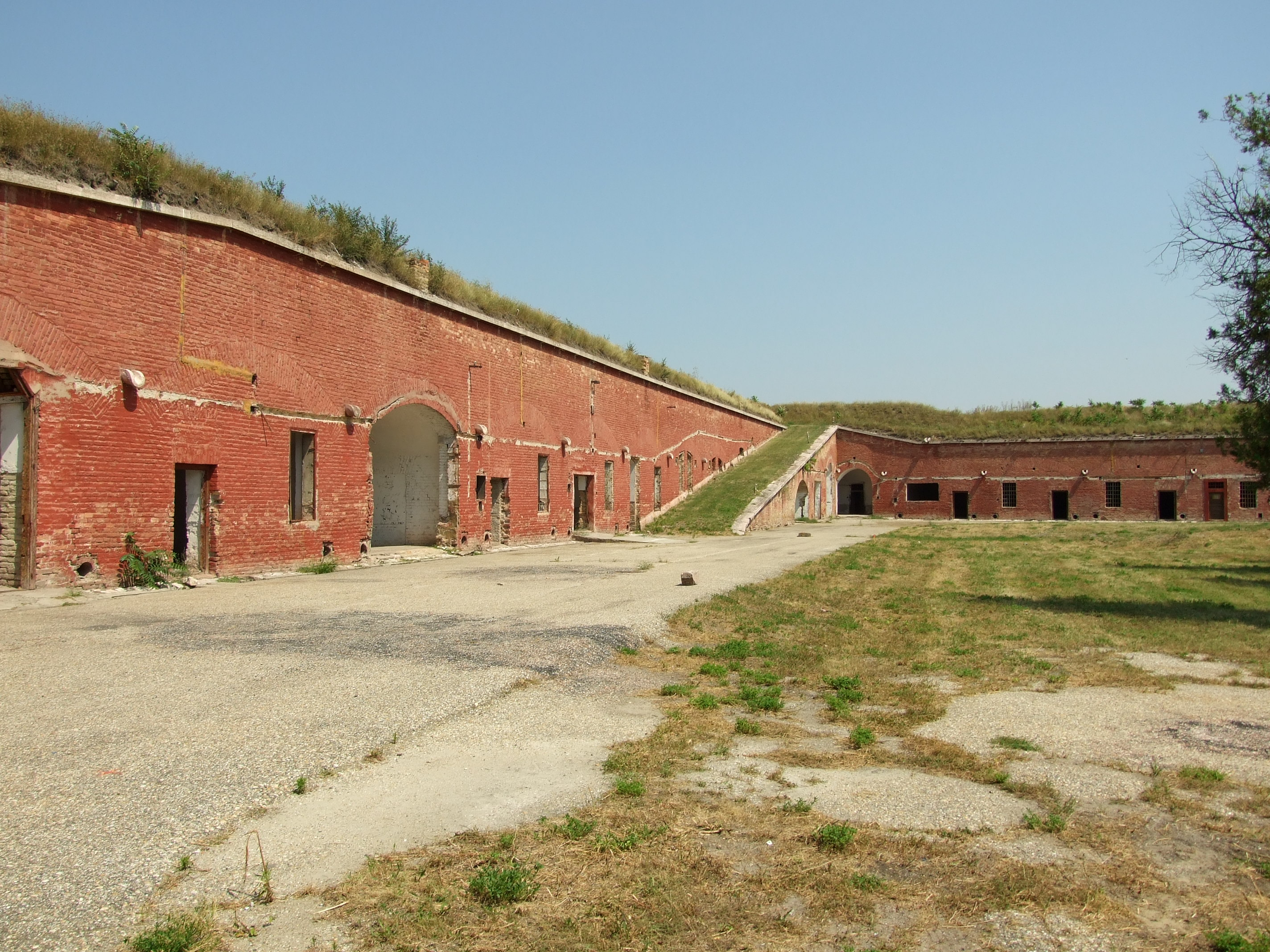
Nádvoří ve staré pevnosti
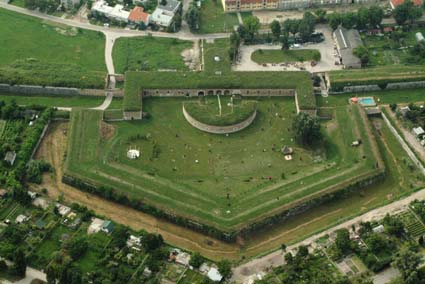
Bastion V, poslední bastion Palatinské linie
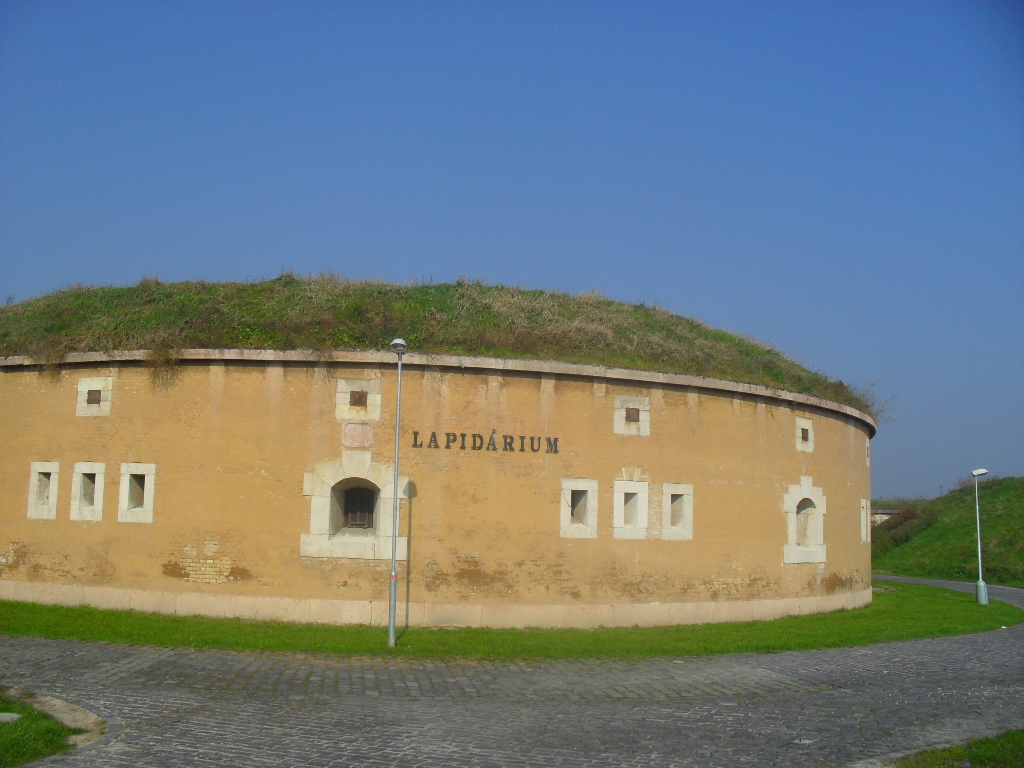
Bastion VI, první bastion Vážské linie
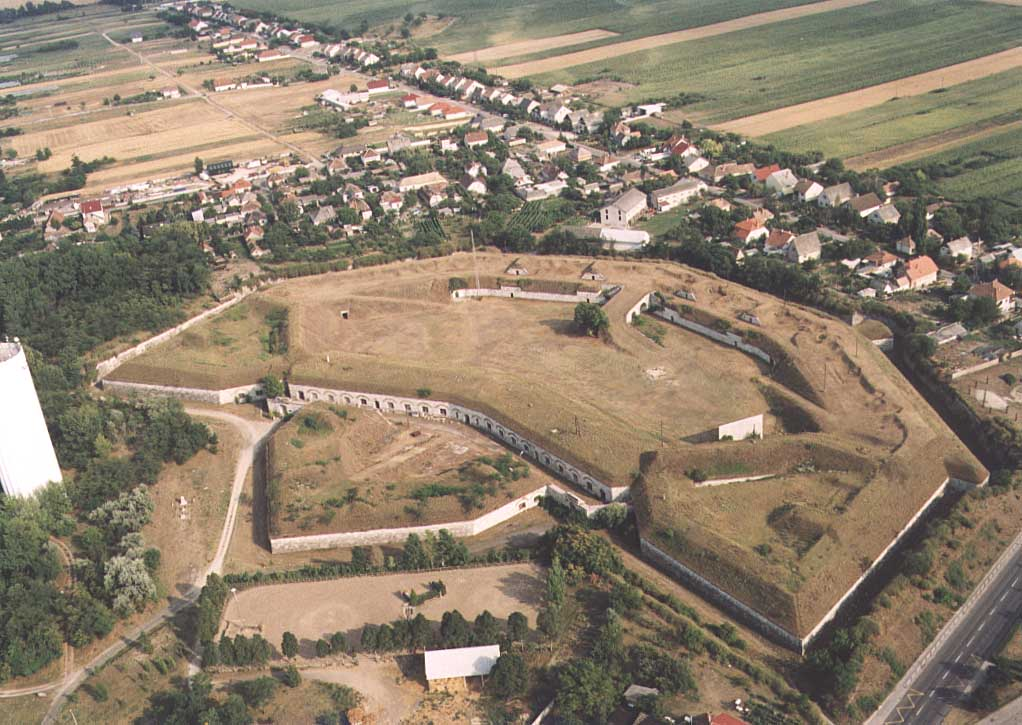
Igmándská pevnost
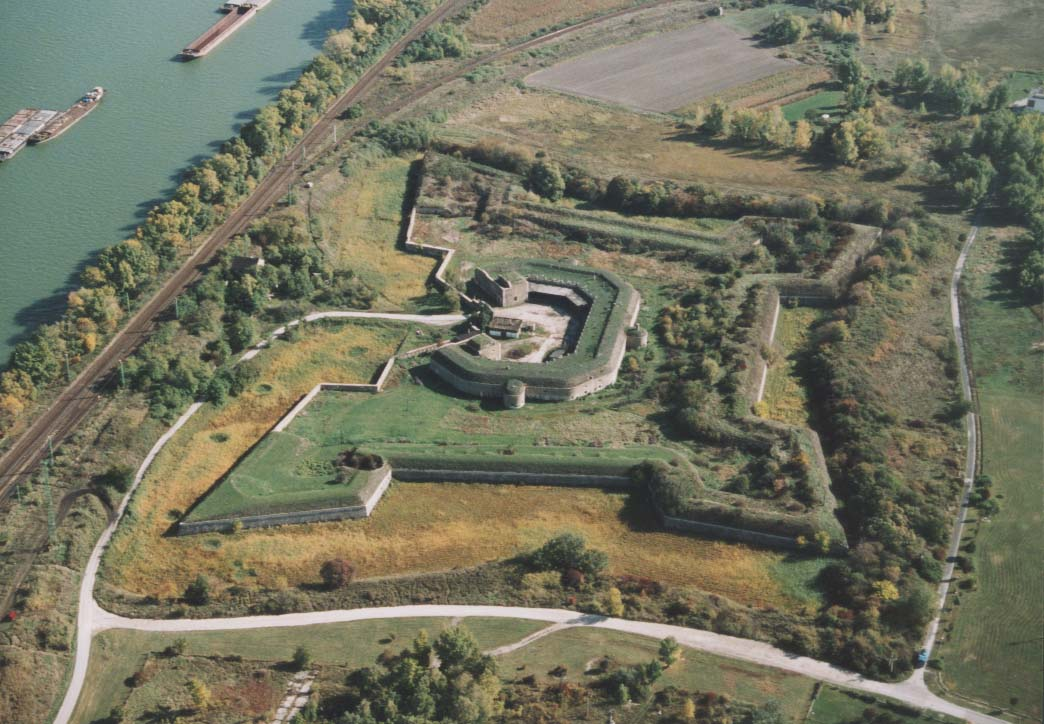
Dunajské předmostí
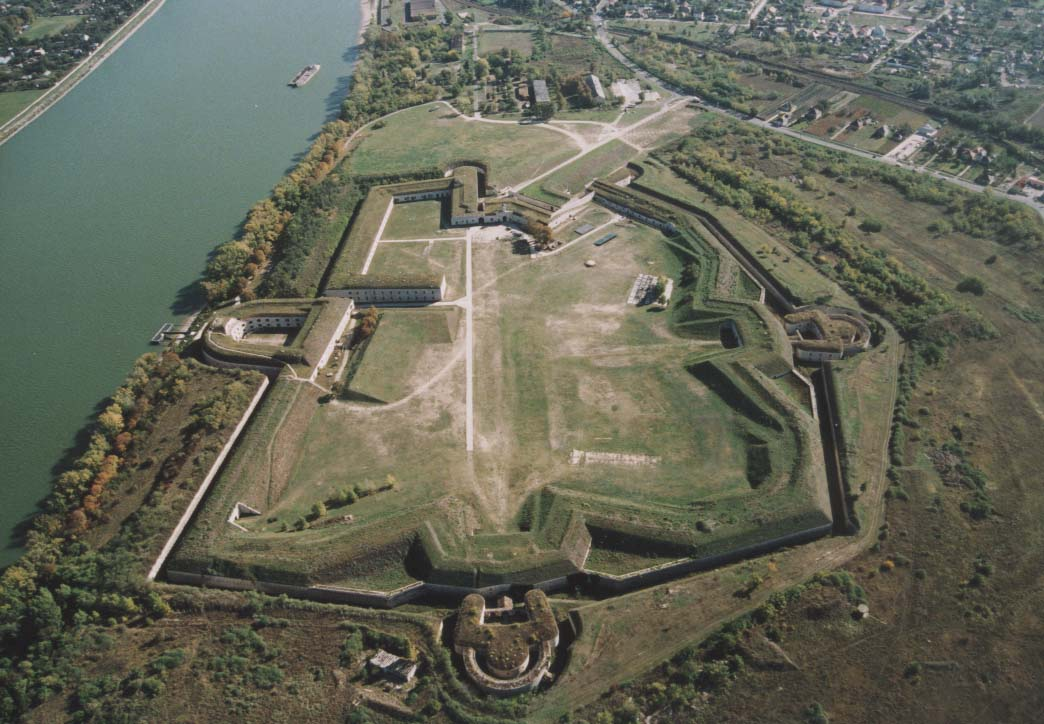
Monoštorská pevnost